# 中亚沙棘
中亚沙棘（学名：Hippophae rhamnoides subsp. turkestanica）是胡颓子科沙棘属沙棘的亚种。廣泛分布在中亚各國，以及圖博、新疆、西喜馬拉雅等地。
中亞沙棘和沙棘都可食用、藥用，整株植物皆可被開發成保健用品、食品等。研究認為，因其生長於高海拔地區，故為適應環境而演化出抗氧化機制，但中亞沙棘的抗氧化能力略遜於沙棘。